# Nagia natalensis
Nagia natalensis är en fjärilsart som beskrevs av George Francis Hampson 1902. Nagia natalensis ingår i släktet Nagia och familjen nattflyn. Inga underarter finns listade i Catalogue of Life.